# 国鉄タム5900形貨車
国鉄タム5900形貨車（こくてつタム5900がたかしゃ）は、かつて日本国有鉄道（国鉄）及び1987年（昭和62年）4月の国鉄分割民営化後は日本貨物鉄道（JR貨物）に在籍している私有貨車（タンク車）である。

## 概要
1956年（昭和31年）3月23日にタム900形より6両（タム973 - タム977、タム982→タム5900 - タム5905）の専用種別変更（カセイソーダ液→二硫化炭素）が大鉄車両にて行われ、形式名は新形式であるタム5900形とされた。その後1960年（昭和35年）8月3日から1963年（昭和38年）12月14日にかけてタム900形より3両（タム958 - タム960→タム5906 - タム5908）、タム3900形より8両（タム3934 - タム3938､タム3931 - タム3933→タム5909 - タム5913、タム5916 - タム5918）、タム200形より2両（タム2208 - タム2209→タム5914 - タム5915）の専用種別変更が行われ本形式に編入された。タム3900形、タム200形より種車となった車両は、全てかつてタム900形より改造された車両であるため、本形式は全ての車両がタム900形よりの改造車である。
本形式の他に二硫化炭素を専用種別とする形式は、タ1500形（8両）、タ1600形（5両）、タム200形（117両）、タサ2200形（1両）、タキ5100形（34両）、タキ5150形（1両）、タキ10100形（24両）の7形式がある。
落成時の所有者は、昭和工業、東洋紡績の2社であった。
1979年（昭和54年）10月より化成品分類番号「燃毒36」（燃焼性の物質、毒性の物質、引火性液体、毒性のあるもの）が標記された。
車体色は、黒であり、全長は7,800mm､7,850mm、軸距は3,660mm、3,900mm、実容積は11.5m3、自重は11.2t - 11.6t、換算両数は積車2.6、空車1.2であり、走り装置は一段リンク式でありその後二段リンク式へ改造された。
1987年（昭和62年）4月の国鉄分割民営化時には5両がJR貨物に継承され、1992年（平成4年）4月に最後まで在籍した3両（タム5909、タム5910、タム5918）が廃車となり同時に形式消滅となった。
最後まで在籍した車両の末期は守山駅構内に留置され休車状態が続いていた。